# Dipartimento della Saar
Saar (in lingua francese: Sarre) è stato un dipartimento della Prima Repubblica francese e poi del Primo impero francese il cui territorio si trova negli attuali Paesi di Germania e Belgio. Il suo nome deriva dal fiume Saar. Venne istituito nel 1798, dopo l'annessione alla Francia della sponda sinistra del Reno in base al trattato di Campoformio (18 ottobre 1797). Il capoluogo era Treviri (in francese Trèves, in tedesco Trier).

## Suddivisione amministrativa
Il dipartimento era suddiviso nei seguenti arrondissement e cantoni (situazione al 1812):
- Treviri (Trèves), cantoni Bernkastel (Berncastel), Büdlich (Budelich), Konz (Contz), Pfalzel, Saarburg (Sarrebourg), Schweich, Treviri (Trèves) e Wittlich.
- Birkenfeld, cantoni: Baumholder, Birkenfeld, Grumbach, Hermeskeil, Herrstein, Kusel (Coussel), Meisenheim, Rhaunen e Wadern.
- Prüm (Prum), cantoni: Blankenheim, Daun, Gerolstein, Kyllburg, Lissendorf, Manderscheid, Prüm (Prum), Reifferscheid e Schönberg (Schœnberg).
- Saarbrücken (Sarrebruck), cantoni: Blieskastel (Bliescastel), Lebach, Merzig, Ottweiler, Saarbrücken (Sarrebruck), Sankt Wendel (Saint-Wendel) e Waldmohr.

Il dipartimento aveva nel 1812 una popolazione di 277.596 abitanti e una superficie di 493.513 ettari (4.935,13 km²).

## Storia
Dopo la sconfitta di Napoleone nel 1814, salvo pochi comuni il dipartimento venne dato alla Prussia; dopo la battaglia di Waterloo del 1815 anche gli ultimi lembi di territorio tornarono ai tedeschi insieme a Saarlouis per punizione.